# Positivismusstreit
Der Positivismusstreit war eine in den 1960er-Jahren vor allem im deutschen Sprachraum (Westdeutschland, Österreich) ausgetragene Auseinandersetzung über Methoden und Werturteile in den Sozialwissenschaften.

## Vorgeschichte
Die Vorgeschichte reicht bis in die späten 1930er-Jahre zurück, als Max Horkheimer in seinem Aufsatz Der neueste Angriff auf die Metaphysik (1937) eine Kritik des Erfahrungsbegriffs und der Konzeption der Logik des Wiener Kreises formulierte. Der Positivismusstreit schließt an vorangegangene Kontroversen unterschiedlicher Schulen in der Soziologie an, wie den Werturteilsstreit und den Methodenstreit (er wird auch bisweilen Zweiter Methodenstreit genannt).

## Die Kontrahenten
Auf der einen Seite standen die Vertreter des Kritischen Rationalismus wie Karl Popper und Hans Albert, auf der Gegenseite Vertreter der Kritischen Theorie der Frankfurter Schule wie Theodor W. Adorno und Jürgen Habermas, die in der Tradition der dialektischen Sozialphilosophie (Hegel, Marx) standen.
Den Begriff Positivismusstreit prägte Theodor W. Adorno, wobei er einseitig sein Verständnis von Positivismus zur Kennzeichnung der gegnerischen Seite zu Grunde legte. Popper dagegen lehnte die Bezeichnung Positivismus für seine Position ab (er selbst sprach von Kritizismus), weil er nicht mit dem Neopositivismus des Wiener Kreises, von dem er sich in seiner Laufbahn als Philosoph stets absetzte, in zu enge Verbindung gebracht werden wollte. Im Unterschied zum Positivismus geht Poppers Fallibilismus davon aus, dass sich komplexe Aussagen nicht empirisch belegen lassen, sondern nur widerlegt werden können.

## Verlauf
Den Auftakt der Kontroverse bildeten ein Referat von Popper und ein Koreferat von Adorno am Eröffnungstag einer Arbeitstagung der Deutschen Gesellschaft für Soziologie, die vom 19. bis 21. Oktober 1961 in Tübingen stattfand. Das Thema der Referate lautete: Die Logik der Sozialwissenschaften.
Der Positivismusstreit ist in dem gleichnamigen Buch in seinen Hauptbeiträgen dokumentiert. Im Wesentlichen enthält er drei Stränge:
- Die Debatte zwischen Theodor W. Adorno und Karl Popper über die grundsätzliche Herangehensweise an sozialwissenschaftliche Theorienbildung, in der Adorno das Konzept der Totalität und Popper den Ansatz des Kritischen Rationalismus vertritt. Konsens besteht zwischen beiden darüber, dass bei einer wissenschaftlichen Theorienbildung Werturteile immer eine Rolle spielen. Die Abgrenzung vom Postulat der „Wertfreiheit“, das Max Weber im Verlauf des sogenannten Werturteilsstreites aufgestellt habe, beruht jedoch auf einer verkürzten Rezeption von Webers Darlegungen. Dennoch gibt es Unterschiede bei der Beurteilung dieser Frage.
- Die speziellere Debatte zwischen Hans Albert und Jürgen Habermas darüber, ob wenigstens auf der Ebene elementarer Beobachtungsdaten („Protokollsätze“) eine wertfreie Darstellung möglich sei.
- Die resümierenden und vermittelnden Beiträge von Ralf Dahrendorf und Harald Pilot.

In der Hauptthese seines Referats (sechste These) postuliert Popper die Einheit der Methode von Natur- und Sozialwissenschaften: Beide bestehen darin, „Lösungsversuche für ihre Probleme – die Probleme, von denen sie ausgeh[en] – auszuprobieren“, nicht jedoch (siebte These), wie im methodologischen Naturalismus oder Szientismus behauptet, durch das Sammeln von wert- und voraussetzungsfreien Beobachtungstatsachen und darauf aufbauende induktive Theoriebildung. Lösungsversuche, für die momentan noch nicht bekannt ist, wie sie sachlich kritisiert werden können, sollten vorläufig von der Diskussion ausgeschlossen werden, bis eine Methode zu ihrer Kritik gefunden wurde. Die Kritik besteht im Versuch, den Lösungsvorschlag zu widerlegen.
Grundlegend für die gesellschaftliche Analyse der Vertreter der Frankfurter Schule ist eine Wesenslehre der Gesellschaft, die vom Grundbegriff der Totalität ausgeht. Die Totalität wird als grundlegender struktureller Zusammenhang gesehen, der den Charakter der Gesellschaftsform bestimmt; z. B. prägen die „psychosozialen Agenturen“ der Gesellschaft (Familie, Autoritäten, Peers, Massenmedien etc.) Denken und Identität des Individuums und damit auch der (Sozial-)Wissenschaftler von vornherein in weitaus größerem Maß, als das Individuum andersherum auf die sozialen Agenturen einwirken kann. Soziologie soll diese Totalität aufdecken und analysieren, um die Voraussetzungen zu ihrer potentiellen Überwindung zu schaffen. Für Popper hingegen sind alle Problemlösungsversuche notwendigerweise auf Einzelaspekte bezogen. Eine Veränderung der Gesellschaft „als Ganzes“ hält er für nicht möglich und den Versuch, es dennoch zu tun, für gefährlich.
Während der Kritische Rationalismus also vorschlägt, das Ziel der Sozialwissenschaft sei der Versuch, gesellschaftliche Probleme zu lösen und gesellschaftliche Missstände zu beseitigen, ist die Frankfurter Schule der Auffassung, dass das Ziel darin bestehe, die der Gesellschaft zugrundeliegende Totalität auszumachen, die diese Probleme und Missstände verursacht. Diese Totalität bestehe aus Widersprüchen (in der Gegenwart insbesondere Klassengegensätze), die der Kritische Rationalismus irrigerweise dem Gesellschaftsbegriff der kritischen Theorie (Totalität) statt der Gesellschaft selbst (als Gegenstand dieses Begriffs) anlaste, weil er die klassische Logik statt der hegelschen Dialektik verwende. Nur durch Aufhebung der Widersprüche (Klassengegensätze) ließen sich die wahren Ursachen der Missstände beseitigen, und nicht lediglich, wie es der Kritische Rationalismus versuche, die oberflächlichen Symptome dieser Ursachen.